# Agugliaro

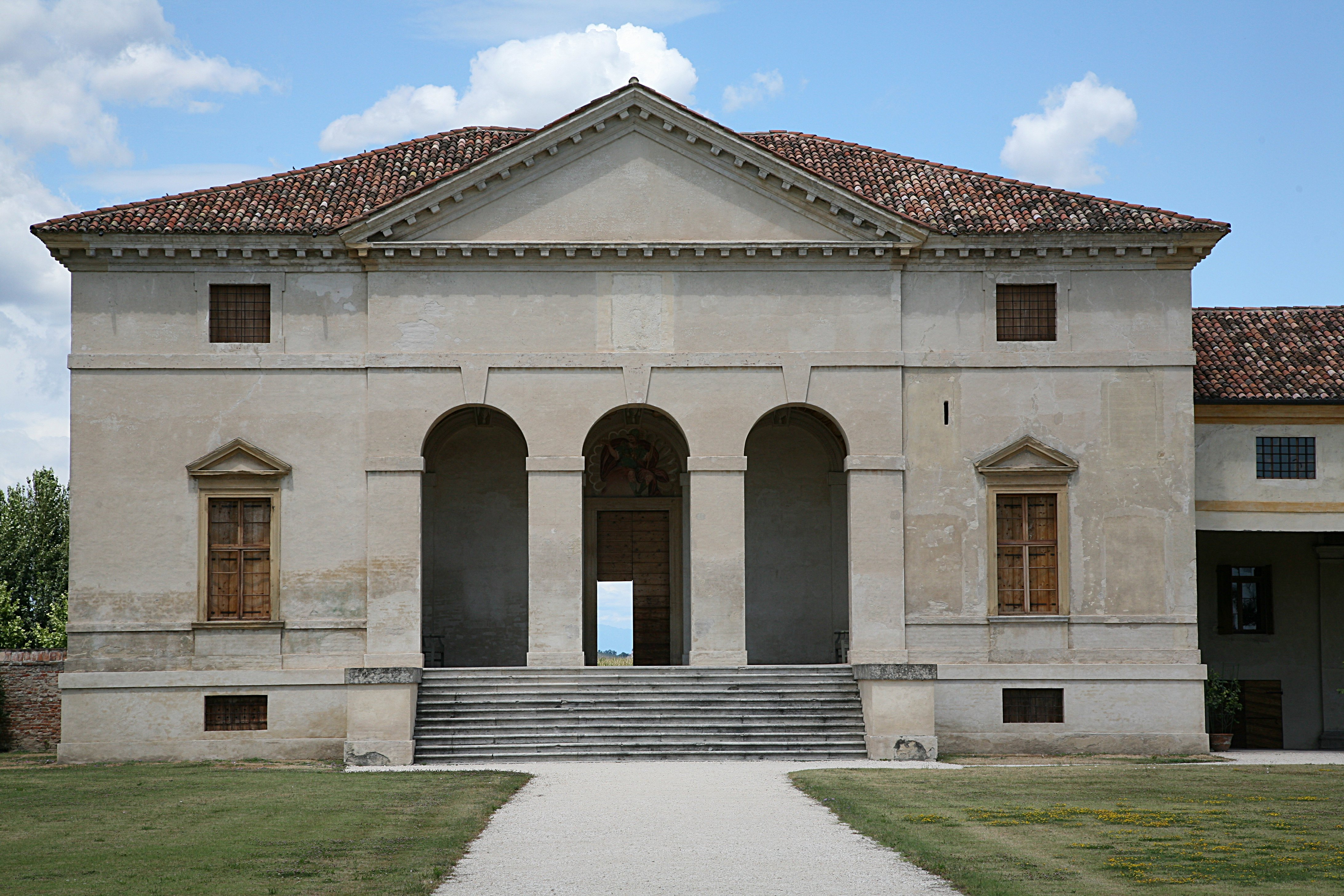
Villa w Agugliaro

Agugliaro – miejscowość i gmina we Włoszech, w regionie Wenecja Euganejska, w prowincji Vicenza.
Według danych na rok 2004 gminę zamieszkiwało 1248 osób, 89,1 os./km².